# Antonio Giovinazzi
Antonio Giovinazzi, né le 14 décembre 1993 à Martina Franca, est un pilote automobile italien. 
Il est pilote de réserve de la Scuderia Ferrari, de Sauber et de Haas F1 Team en 2017. Cette même année, il connaît son premier départ en Formule 1, en remplaçant Pascal Wehrlein blessé lors du Grand Prix d'Australie au sein de l'équipe Sauber. L'écurie suisse, sous le nom d'Alfa Romeo, le titularise en 2019 aux côtés de Kimi Räikkönen ; après trois saisons dans l'équipe, il rejoint le championnat de Formule E au sein de l'écurie Dragon-Penske Autosport pour la saison 2022 avant d'être engagé sur la Ferrari 499P officielle pour le championnat du monde d'endurance en 2023 et de faire partie de l'équipage vainqueur des 24 Heures du Mans 2023.

## Biographie

### 2001-2011: débuts et succès en karting
Antonio Giovinazzi fait ses débuts en karting en 2001. Il remporte des titres régionaux ou nationaux dans ses premières années. Il passe ensuite au niveau international vers la fin des années 2000 et continue à récolter des titres. 
Dès cette époque, il reçoit le soutien de la branche indonésienne de KFC, Jagonya Ayam. Ainsi, il porte les couleurs jaune et rouge de la marque durant toute la première partie de sa carrière.

### 2012: débuts en monoplace en Asie
En 2012, il débute en monoplace en Asie pour courir en Formula Pilota China. Avec six victoires, dont quatre à Sepang, il est facilement sacré champion de la discipline. Il dispute aussi les trois dernières courses de la saison de Formule Abarth à Monza, et termine deux fois premier et une fois second ; inéligible pour les points, il n'est pas classé au championnat.

### 2013-2015: la Formule 3

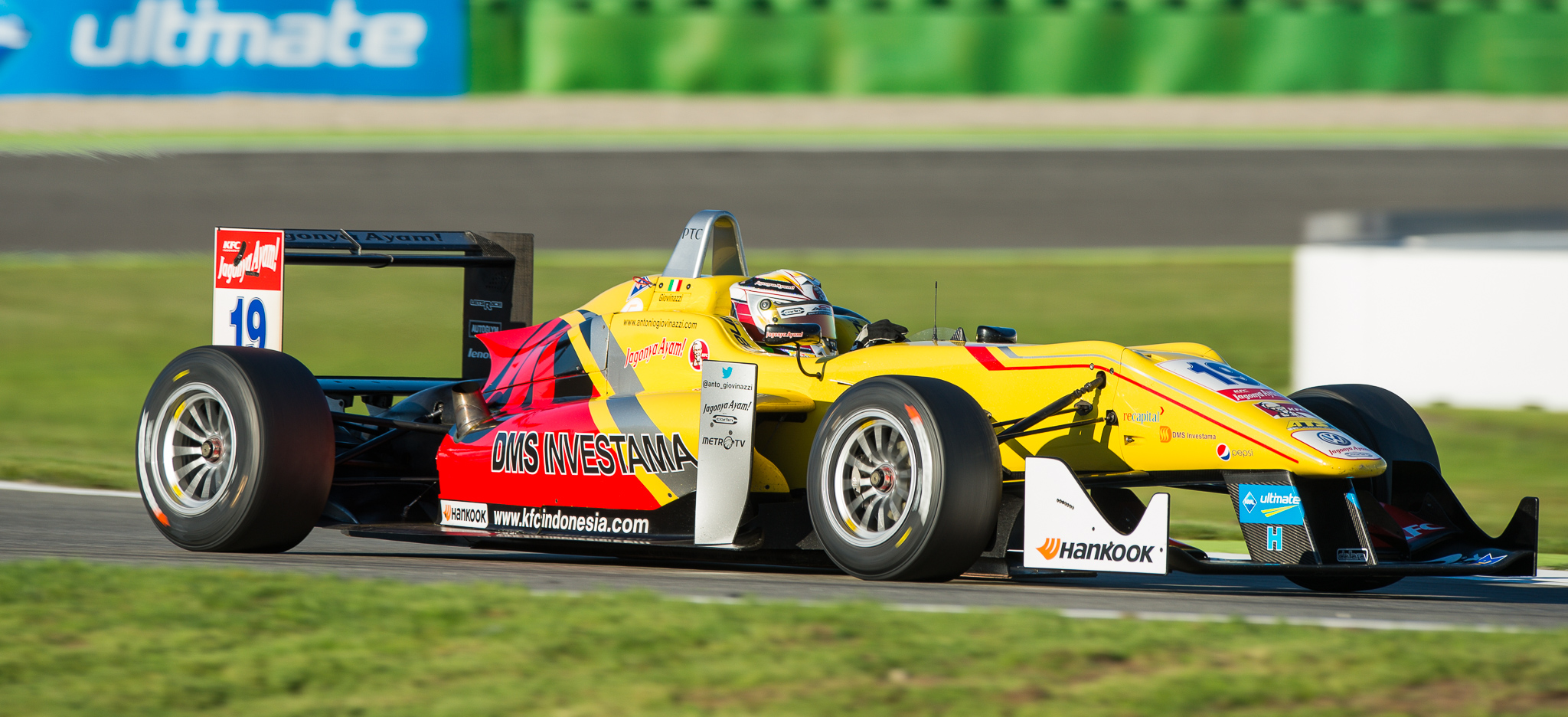
Antonio Giovinazzi sur le Hockenheimring en 2014.

En 2013, Antonio Giovinazzi rejoint le championnat d'Europe de Formule 3 au sein de l'écurie Double R Racing. Il se classe dix-septième du championnat, avec une sixième place, obtenue lors de la dernière course de la saison, à Hockenheim, comme meilleur résultat. 
Il participe aussi au championnat de Formule 3 britannique et remporte deux courses, à Silverstone et à Spa-Francorchamps ; il termine vice-champion derrière Jordan King. Il se classe également dixième des Masters de Formule 3 sur le circuit de Zandvoort.
L'année suivante, Giovinazzi se consacre pleinement à la Formule 3 européenne avec Jagonya Ayam with Carlin. Il réalise une saison solide avec plusieurs podiums et remporte sa première victoire dans la compétition sur le Red Bull Ring. Grâce notamment à une seconde victoire, sur le Nürburgring, il se classe sixième du classement des pilotes.
Présenté comme l'un des favoris du championnat en 2015, il commence la saison par une série de neuf podiums en neuf courses, dont deux victoires. À partir de la première course sur le Norisring, il entame une nouvelle série de huit podiums en neuf courses. Face à l'exceptionnelle fin de saison de Felix Rosenqvist qui monte sur quinze podiums consécutifs, Giovinazzi termine deuxième du championnat derrière son rival. Il se console en remportant l'épreuve des Masters de Formule 3. Il dispute également le Grand Prix de Macao et remporte la course qualificative. Jugé coupable d'un accrochage avec Daniel Juncadella, il est rétrogradé en dixième position sur la grille de départ et finit quatrième de l'épreuve.
Pilote de réserve pour Audi Sport, il débute en DTM avec le Team Phoenix à la place de Timo Scheider, suspendu. Sur le Moscow Raceway, avec le numéro 93, il termine dix-neuvième de la première course et vingt-et-unième de la deuxième course.

### 2016: vice-champion de GP2 Series et débuts en endurance

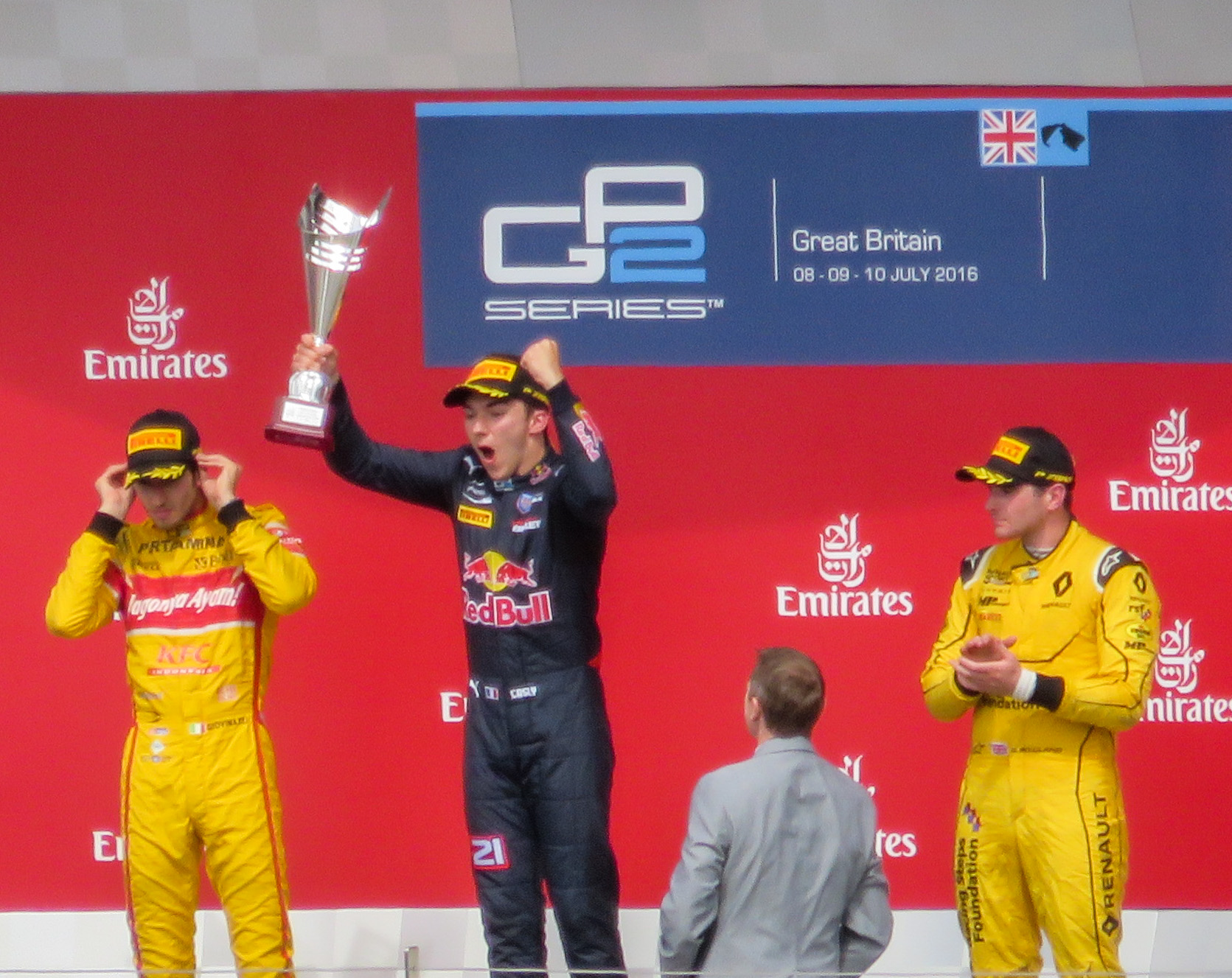
Antonio Giovinazzi à gauche, sur le podium de Silverstone en 2016.

Pendant l'intersaison, il prend part au championnat d'Asian Le Mans Series aux côtés de l'Indonésien Sean Gelael. L'équipage ne dispute que les deux dernières courses en janvier 2016, en Thaïlande et en Malaisie, mais termine vainqueur à chaque fois. Il intègre ensuite le GP2 Series, antichambre de la Formule 1, au sein de l'écurie Prema Racing. Après deux premières manches sans aucun point et un gros  accident à Barcelone, il lance sa saison par une double victoire à Bakou. 
Lors des courses suivantes, Antonio Giovinazzi s'affirme comme un candidat au titre, avec son coéquipier Pierre Gasly et Sergey Sirotkin, en montant sur plusieurs podiums. Il obtient sa troisième victoire lors de la course sprint de Spa-Francorchamps, et revient à la deuxième place du championnat. Il remporte ensuite deux autres courses à Monza (où il partait en fond de grille) et à Sepang, et se retrouve ainsi en tête du classement. Lors des deux dernières courses, à Yas Marina, il ne peut faire mieux que cinquième et sixième. Il termine vice-champion, à huit points de son coéquipier, qui s'impose lors de la course longue.
En parallèle, avec SMP Racing, il dispute la première course d'European Le Mans Series à Silverstone. Avec ses équipiers Mitch Evans et Sean Gelael, qui courent également en GP2 Series, il se classe cinquième de la course. Antonio Giovinazzi prend également part au championnat du monde d'endurance FIA 2016 avec Extreme Speed Motorsports en catégorie LMP2. Il court les 6 Heures de Fuji, terminant quatrième, et les 6 Heures de Shanghai où il finit second.

### 2017: pilote de réserve de la Scuderia Ferrari et intérimaire chez Sauber

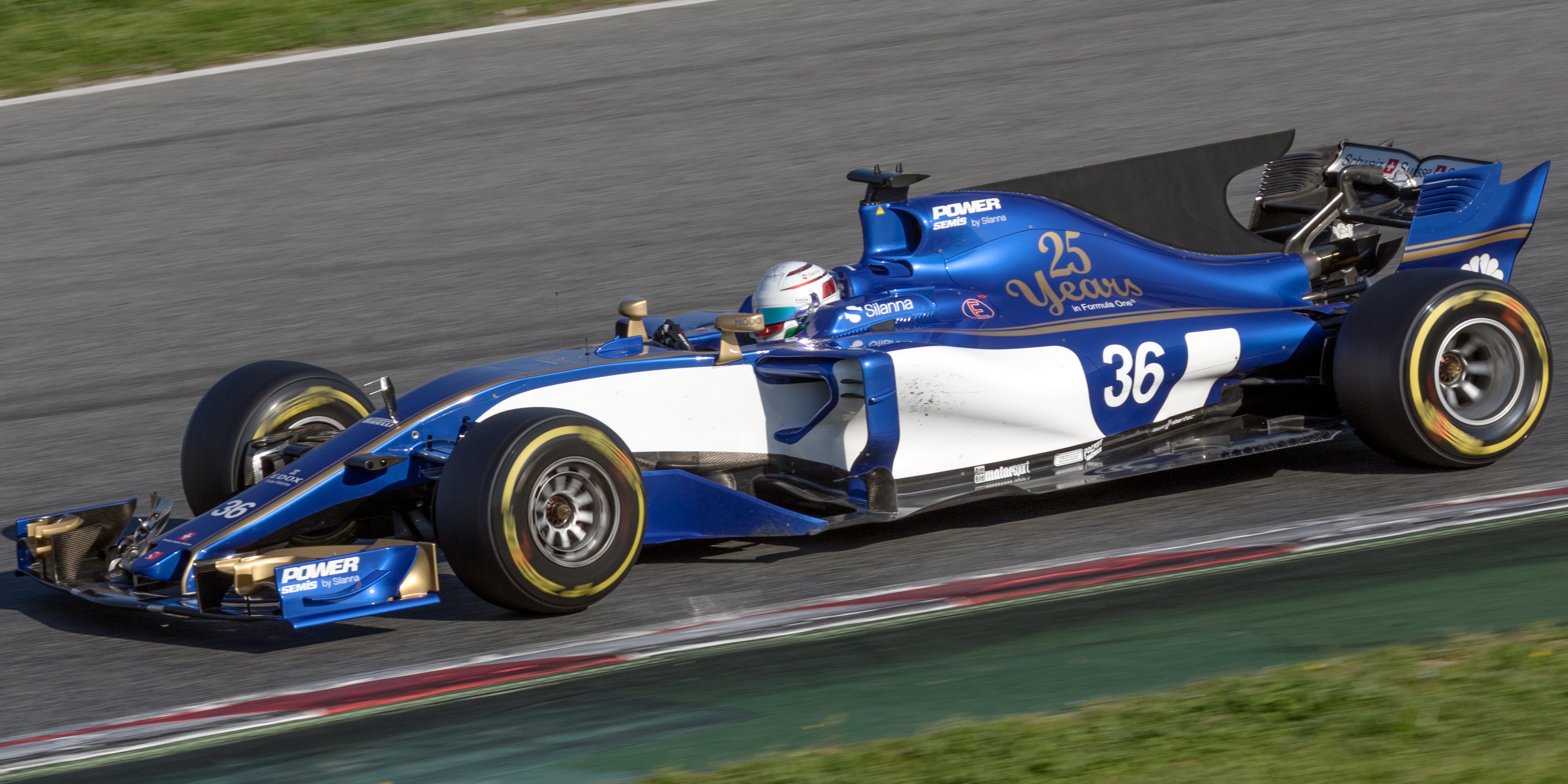
Giovinazzi en test au volant de la Sauber C36 à Barcelone en 2017.

En décembre 2016, il est annoncé comme pilote de réserve et d'essais de la Scuderia Ferrari pour la saison 2017 de Formule 1. À la suite de la blessure de Pascal Wehrlein lors de la Race of Champions en janvier, il est appelé par Sauber, motorisée par Ferrari, pour remplacer l'Allemand lors des essais de pré-saison à Barcelone. Finalement, toujours handicapé par sa blessure, Pascal Wehrlein ne peut participer qu'aux deux premières séances d'essais libres du Grand Prix d'Australie ; Antonio Giovinazzi le remplace donc pour les séances restantes ainsi que pour la course, devenant ainsi le premier pilote italien depuis Jarno Trulli et Vitantonio Liuzzi en novembre 2011 à rouler en Grand Prix. Qualifié seizième, il connaît une course sans encombre et se classe douzième. Il est de nouveau au volant de la Sauber C36 en Chine et s'élance dix-huitième, pénalisé de cinq places sur la grille de départ pour avoir changé de boîte de vitesses, à la suite d'un accident en qualifications. En course, Giovinazzi ne dispute que trois tours avant de connaître un nouvel accident, piégé par une piste humide. Pascal Wehrlein fait son retour à partir du Grand Prix de Bahreïn et Antonio Giovinazzi retrouve par conséquent son poste de pilote essayeur chez Ferrari. 
Plus tard dans la saison, il devient également troisième pilote chez Haas F1 Team et prend part à six séances d'essais libres  à partir du Grand Prix de Grande-Bretagne. À la suite du nouveau partenariat entre Alfa Romeo et Sauber, et donc au resserrement des liens de l'écurie suisse avec Ferrari, il est pendant longtemps candidat à un baquet de titulaire pour 2018. Sauber annonce finalement début décembre que les deux pilotes seront Marcus Ericsson et Charles Leclerc, champion en titre de Formule 2 et membre de la Ferrari Driver Academy. Giovinazzi se contente du rôle de troisième pilote.

### 2018-2021: année de transition et passage en Formule 1 avec Alfa Romeo

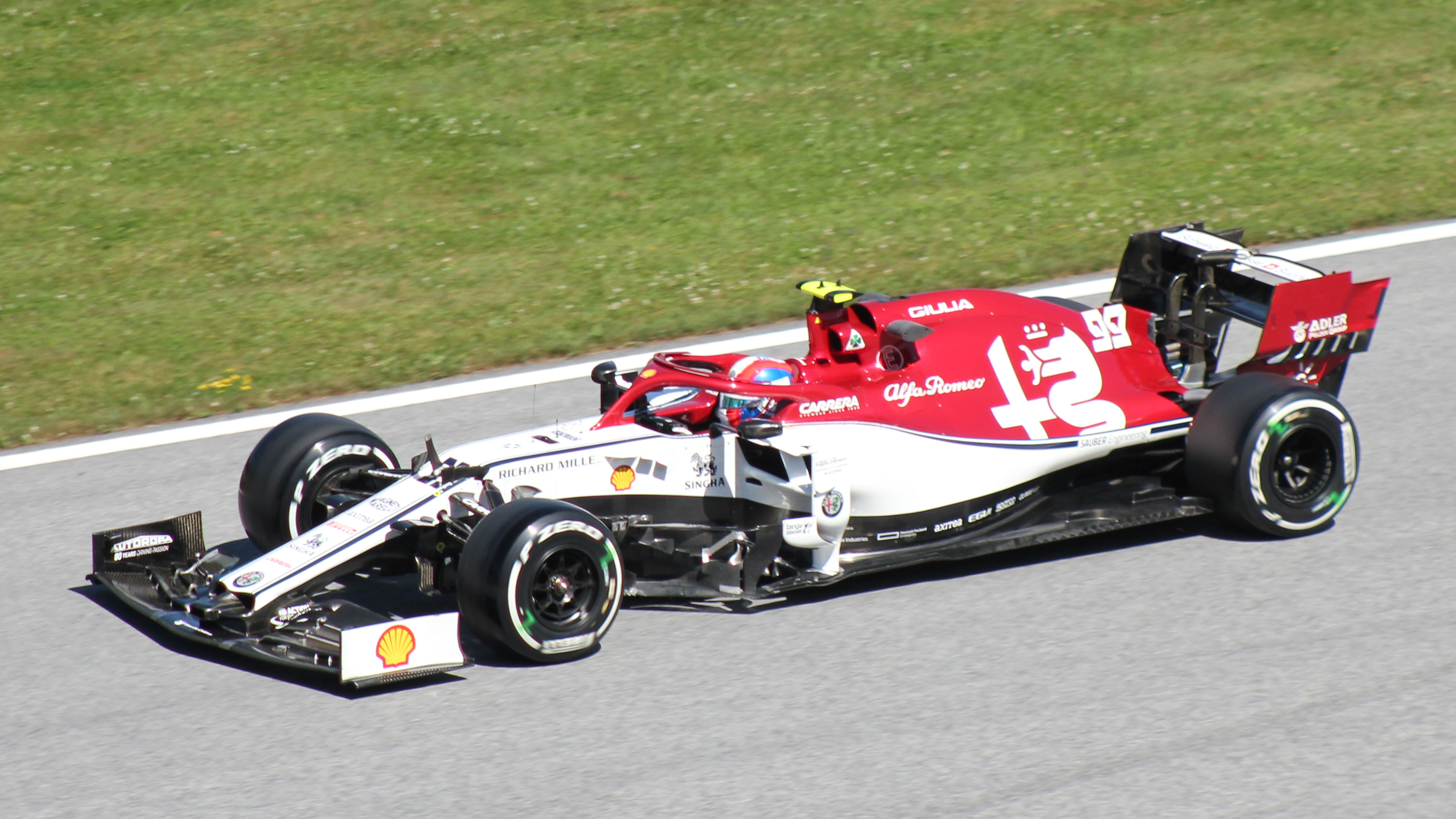
Antonio Giovinazzi au volant de l'Alfa Romeo C38 lors du Grand Prix d'Autriche 2019.

En début d'année 2018, il prend pour la première fois le volant d'une monoplace de Formule E et participe, avec DS Virgin Racing, aux essais dédiés aux rookies sur le circuit Moulay El Hassan de Marrakech. Au mois de juin, il participe à ses premières 24 Heures du Mans, aux côtés de Toni Vilander et de Pipo Derani. Au volant d'une Ferrari 488 de l'écurie AF Corse, le trio termine cinquième de la catégorie LMGTE Pro et vingtième au classement général. 
Antonio Giovinazzi retrouve le paddock de la Formule 1 à l'occasion de la première séance d'essais libres du Grand Prix d'Allemagne, au volant de la Sauber C37. Il participe également à la première séance d'essais libres du Grand Prix de Hongrie puis aux essais privés les jours suivants, toujours à Budapest. Son programme est partagé entre deux écuries puisqu'il roule dans la Ferrari SF71H et dans la Sauber.
Le 25 septembre 2018, Giovinazzi est nommé par Sauber pour épauler Kimi Räikkönen en 2019 ; il remplace Marcus Ericsson qui devient pilote de réserve de l'écurie suisse. Après un début de saison compliqué, souvent dominé par Räikkönen, il obtient le premier point de sa carrière en se classant dixième du Grand Prix d'Autriche. Lors de son Grand Prix national, il franchit la ligne d'arrivée neuvième à un tour du vainqueur Charles Leclerc. À Singapour, il mène un Grand Prix pour la première fois mais subit une crevaison lente après un contact avec Daniel Ricciardo ; il profite d'une fin de course ponctuée par trois sorties de la voiture de sécurité pour remonter et obtenir la dixième place. Lors du Grand Prix du Brésil, l'Italien réalise sa meilleure performance depuis ses débuts en terminant cinquième et se classe ainsi dix-septième du championnat avec 14 points.
La pandémie de Covid-19 perturbe fortement le championnat 2020, comme l'ensemble des manifestations sportives dans le monde, si bien que la saison débute en Autriche le 5 juillet. Lors de la première course de la saison, Antonio Giovinazzi connaît une qualification compliquée mais profite d'une fin de course à rebondissements pour obtenir les premiers points de son écurie grâce à une neuvième place. En Belgique, dix-huitième des qualifications, il est victime d'une violente sortie de piste en début d'épreuve, emmenant avec lui George Russell. Au Grand Prix de Toscane, pris dans un violent carambolage à la relance, l'Italien abandonne avec trois autres pilotes. Au Nürburgring, il bénéficie des abandons de Lando Norris, d'Alexander Albon et d'Esteban Ocon pour remonter à la dixième place et marquer un point. Sur le circuit d'Imola, qui fait son retour au calendrier après quatorze ans d'absence, il termine dixième et prolonge son contrat d'un an avec Alfa Romeo. Seizième du dernier Grand Prix, il se classe dix-septième du championnat, avec 4 points. Au cours de la saison, il se distingue par de nombreux départs particulièrement riches en dépassements, compensant ses qualifications moyennes.
La saison suivante, le pilote italien se montre régulièrement à son avantage en qualifications où il domine son équipier expérimenté Räikkönen et parvient à marquer le premier point de son écurie, grâce à une dixième place à Monaco. Lors du Grand Prix des Pays-Bas, Antonio Giovinazzi obtient la meilleure qualification de sa carrière avec une septième place sur la grille ; le lendemain, il termine quatorzième à deux tours du vainqueur Max Verstappen. Au Grand Prix d'Arabie saoudite, Giovinazzi obtient ses derniers points en Formule 1, grâce à une neuvième place et se classe dix-huitième du championnat avec 3 points.

### 2022: Formule E chez Dragon-Penske Autosport
Le 16 novembre 2021, peu après l'annonce de son remplacement par Zhou Guanyu chez Alfa Romeo Racing , il est titularisé chez Dragon-Penske Autosport, aux côtés de Sergio Sette Camâra pour la saison 2021-2022 en championnat du monde de Formule E. Il est le deuxième Italien titularisé en Formule E après Luca Filippi en 2017-2018.

### 2023-2025: Championnat du monde d'endurance
En 2023, Giovinazzi rejoint le championnat du monde d'endurance avec Ferrari et remporte les 24 heures du Mans,. 
L'année suivante, il poursuit aux côtés d'Alessandro Pier Guidi et de James Calado. 
En 2025, Giovinazzi dispute une nouvelle saison dans le championnat avec Ferrari.

## Carrière avant la Formule 1
| Saison | Championnat                          | Écurie                   | Courses | Victoires | Pole positions | Meilleurs tours | Podiums | Points | Classement |
| ------ | ------------------------------------ | ------------------------ | ------- | --------- | -------------- | --------------- | ------- | ------ | ---------- |
| 2012   | Formula Abarth                       | BVM                      | 3       | 2         | 0              | 0               | 3       | 0†     | n.c.       |
| 2012   | Formula Pilota China                 | Eurasia Motorsport       | 18      | 6         | 7              | 6               | 13      | 229    | Champion   |
| 2013   | Championnat d'Europe de Formule 3    | Double R Racing          | 30      | 0         | 0              | 0               | 0       | 31     | 17e        |
| 2013   | Championnat de Formule 3 britannique | Double R Racing          | 12      | 2         | 0              | 0               | 7       | 135    | 2e         |
| 2014   | Championnat d'Europe de Formule 3    | Jagonya Ayam with Carlin | 33      | 2         | 2              | 3               | 7       | 238    | 6e         |
| 2015   | Championnat d'Europe de Formule 3    | Jagonya Ayam with Carlin | 33      | 6         | 4              | 4               | 20      | 412,5  | 2e         |
| 2016   | GP2 Series                           | Prema Racing             | 22      | 5         | 2              | 2               | 8       | 211    | 2e         |

† Giovinazzi étant un pilote invité, il était inéligible pour marquer des points.

## Résultats en championnat du monde de Formule 1
| Saison | Écurie            | Châssis        | Moteur                   | Pneus   | GP disputés | Victoires | Pole positions | Meilleurs tours | Dans les points | Abandons | Points inscrits | Classement |
| ------ | ----------------- | -------------- | ------------------------ | ------- | ----------- | --------- | -------------- | --------------- | --------------- | -------- | --------------- | ---------- |
| 2017   | Sauber F1 Team    | Sauber C36     | Ferrari V6 turbo hybride | Pirelli | 2           | 0         | 0              | 0               | 0               | 1        | 0               | 22e        |
| 2019   | Alfa Romeo Racing | Alfa Romeo C38 | Ferrari V6 turbo hybride | Pirelli | 21          | 0         | 0              | 0               | 4               | 2        | 14              | 17e        |
| 2020   | Alfa Romeo Racing | Alfa Romeo C39 | Ferrari V6 turbo hybride | Pirelli | 17          | 0         | 0              | 0               | 3               | 3        | 4               | 17e        |
| 2021   | Alfa Romeo Racing | Alfa Romeo C41 | Ferrari V6 turbo hybride | Pirelli | 22          | 0         | 0              | 0               | 2               | 1        | 3               | 18e        |
|        | Total             |                |                          |         | 62          | 0         | 0              | 0               | 9               | 7        | 21              |            |

| Saison        | Écurie            | Châssis        | Moteur                                | Pneus | 1      | 2        | 3      | 4      | 5      | 6      | 7        | 8      | 9        | 10       | 11     | 12     | 13      | 14       | 15     | 16     | 17     | 18     | 19     | 20     | 21     | 22       | Classement | Points inscrits |
| ------------- | ----------------- | -------------- | ------------------------------------- | ----- | ------ | -------- | ------ | ------ | ------ | ------ | -------- | ------ | -------- | -------- | ------ | ------ | ------- | -------- | ------ | ------ | ------ | ------ | ------ | ------ | ------ | -------- | ---------- | --------------- |
| 2017          | Sauber F1 Team    | Sauber C36     | Ferrari V6 turbo hybride Type 061     | P     | AUS 12 | CHN Abd. | BAH    | RUS    | ESP    | MON    | CAN      | AZE    | AUT      | GBR      | HON    | BEL    | ITA     | SIN      | MAL    | JPN    | USA    | MEX    | BRE    | ABU    |        |          | 22e        | 0               |
| 2019          | Alfa Romeo Racing | Alfa Romeo C38 | Ferrari V6 turbo hybride Type 064 EVO | P     | AUS 15 | BAH 11   | CHN 15 | AZE 12 | ESP 16 | MON 19 | CAN 13   | FRA 16 | AUT 10   | GBR Abd. | ALL 13 | HON 18 | BEL 18* | ITA 9    | SIN 10 | RUS 15 | JPN 14 | MEX 14 | USA 14 | BRE 5  | ABU 16 |          | 17e        | 14              |
| 2020          | Alfa Romeo Racing | Alfa Romeo C39 | Ferrari V6 turbo hybride Type 065 EVO | P     | AUT 9  | STY 14   | HON 17 | GBR 14 | 70e 17 | ESP 16 | BEL Abd. | ITA 16 | TOS Abd. | RUS 11   | EIF 10 | POR 15 | EMI 10  | TUR Abd. | BAH 16 | SAK 13 | ABU 16 |        |        |        |        |          | 17e        | 4               |
| 2021          | Alfa Romeo Racing | Alfa Romeo C41 | Ferrari V6 turbo hybride Type 065 EVO | P     | BAH 12 | EMI 14   | POR 12 | ESP 15 | MON 10 | AZE 11 | FRA 15   | STY 15 | AUT 14   | GBR 13   | HON 13 | BEL 13 | P-B 14  | ITA 13   | RUS 16 | TUR 11 | USA 11 | MEX 11 | BRE 14 | QAT 15 | ARA 9  | ABU Abd. | 18e        | 3               |
| Légende : ici |                   |                |                                       |       |        |          |        |        |        |        |          |        |          |          |        |        |         |          |        |        |        |        |        |        |        |          |            |                 |

## Résultats en championnat du monde de Formule E
| Saison    | Écurie                  | Courses disputées | Pole positions | Meilleurs tours | Victoires | Podiums | Dans les points | Abandons | Points inscrits | Classement |
| --------- | ----------------------- | ----------------- | -------------- | --------------- | --------- | ------- | --------------- | -------- | --------------- | ---------- |
| 2021-2022 | Dragon-Penske Autosport | 15                | 0              | 0               | 0         | 0       | 0               | 7        | 0               | 23e        |

## Résultat aux 24 Heures du Mans
| Année | Équipe           | no | Châssis             | Moteur                        | Pneus    | Catégorie | Équipiers                          | Tours | Classement général | Classement catégorie |
| ----- | ---------------- | -- | ------------------- | ----------------------------- | -------- | --------- | ---------------------------------- | ----- | ------------------ | -------------------- |
| 2018  | AF Corse         | 52 | Ferrari 488 GTE Evo | Ferrari F154CB 3,9 l Turbo V8 | Michelin | LMGTE Pro | Toni Vilander Pipo Derani          | 341   | 20e                | 5e                   |
| 2023  | Ferrari AF Corse | 51 | Ferrari 499P        | Ferrari F154CB 3,9 l Turbo V6 | Michelin | Hypercar  | James Calado Alessandro Pier Guidi | 342   | Vainqueur          | Vainqueur            |
| 2024  | Ferrari AF Corse | 51 | Ferrari 499P        | Ferrari F154CB 3,9 l Turbo V6 | Michelin | Hypercar  | James Calado Alessandro Pier Guidi | 311   | 3e                 | 3e                   |
| 2025  | Ferrari AF Corse | 51 | Ferrari 499P        | Ferrari F154CB 3,9 l Turbo V6 | Michelin | Hypercar  | James Calado Alessandro Pier Guidi | 387   | 3e                 | 3e                   |